# Johann Christian Moier

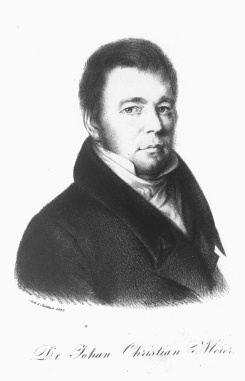
Johann Christian Moier (1827)

Johann Christian Moier (* 10. März 1786 in Reval; † 1. April 1858 in Bunino, Gouvernement Orjol) war ein deutsch-baltischer Mediziner und Chirurg. 
Er lehrte an der Kaiserlichen Universität Dorpat und hatte dort von 1834 bis 1836 das Rektorat inne.